# Hermann Aichele
Hermann Aichele (* 9. Mai 1881 in Stuttgart; † 18. November 1940 in Stuttgart) war ein deutscher Verwaltungsbeamter. Er war Theoretiker und Praktiker der „Bekämpfung des Zigeunerunwesens“.
Seine 1911 erschienene Tübinger Dissertation zum Doktor rer. pol. Die Zigeunerfrage mit besonderer Berücksichtigung Württembergs stimmt in wesentlichen Grundthesen mit den späteren Veröffentlichungen Robert Ritters überein. Aichele antizipierte Kernaussagen Ritters, der ihn weder im Zitat noch im Literaturverzeichnis nannte. Aichele war Teilnehmer der Münchner „Zigeunerkonferenz“ 1911.
Er war ca. 1913–1918 erster Stellvertreter des Leiters der Städtischen Polizeidirektion in Stuttgart mit dem Titel Polizeirat. 1923 bis 1926 war Aichele Amtsvorsteher des Amtsoberamtes Stuttgart, später Ministerialrat und Präsident der Württembergischen Landeskreditanstalt in Stuttgart.
Seit 1899 war er Mitglied der Burschenschaft Palatia Tübingen im ADB, der heutigen Alten Turnerschaft Palatia Tübingen.

## Veröffentlichungen
- Die Zigeunerfrage mit besonderer Berücksichtigung Württembergs, Stuttgart 1911 (Dissertation an der Staatswissenschaftlichen Fakultät der Universität Tübingen, 108 S.)[4]
- Die Zigeunerfrage. In: Zeitschrift für die freiwillige Gerichtsbarkeit und Gemeindeverwaltung in Württemberg 1912
- Unsere Zigeuner. In: Der Schwäbische Bund. Eine Monatsschrift aus Oberdeutschland. Herausgegeben von Hans Heinrich Ehrler, Georg Schmückle und Hermann Missenharter. Jahrgang 1, Heft 12, September 1920.
- Die Zigeunerfrage. In: Die Gartenlaube 44 (1922), S. 875ff.
- Wohnungsbau und Geldbeschaffung in Württemberg. Praktische Winke, Kohlhammer, Stuttgart 1929